# Alex (trein)
De alex is een merknaam van de spoorwegonderneming Die Länderbahn GmbH DLB voor enkele regionale treindiensten vanaf München in Beieren, waarvan een tot Praag (Tsjechië) rijdt.
In de dienstregeling wordt de dienst afgekort tot ALX. Tot 2010 was de officiële naam Arriva-Länderbahn-Express voor de lijn naar Hof en Allgäu-Express voor de lijn naar Lindau/Oberstdorf.

## Geschiedenis

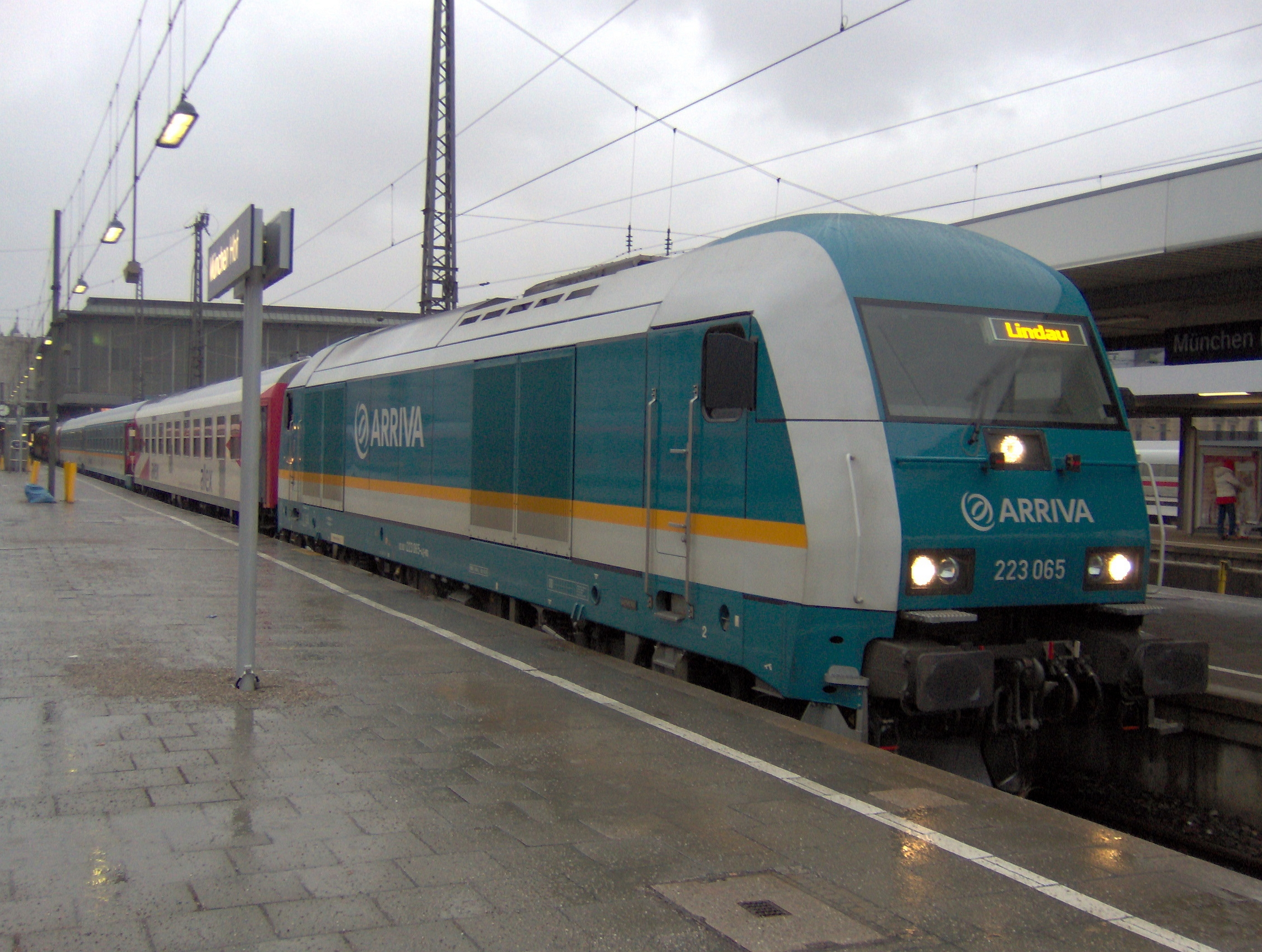
ALEX in München Hauptbahnhof naar Lindau

Reeds in de jaren 80 van de 20e eeuw reed bij de DB een D-trein met de naam Allgäu-Express. 
De Allgäu-Express (afgekort ALEX) was vanaf december 2002 een samenwerkingsverband van de Länderbahn en de SBB GmbH, de Duitse tak van de SBB. De samenwerking werd per 9 december 2007 ontbonden.
De treinen die door Allgäu-Express gereden werden, vormden een deel van de toen opgeheven Interregio-lijn 25 Dresden - Hof (Saale) - Regensburg - München - Lindau/Oberstdorf. Vanaf 2011 werd de lijn bediend door Die Länderbahn, een dochter van Netinera. Die Länderbahn kwam als winnaar uit de bus bij de aanbesteding die door de Bayerische Eisenbahngesellschaft (BEG) was uitgeschreven.
De trajecten München - Regensburg - Schwandorf en München - Immenstadt - Lindau/Oberstdorf werden elke twee uur bediend. Op de verbinding Schwandorf - Hof werd met vijf treinparen minimaal een vier uur verbinding, vier treinparen rijden via Furth im Wald en Pilsen naar Praag. Bovendien reden er van december 2009 tot december 2012 twee treinparen van Nürnberg via Schwandorf, Furth im Wald en Pilsen naar Praag.

## Materieel
Die Länderbahn trok de treinen tussen München en Regensburg met vijf locomotieven uit de EuroSprinter-familie (183 001 - 005), op de niet geëlektrificeerde trajectdelen München - Kempten - Immenstadt - Oberstdorf/Lindau en Regensburg - Schwandorf - Hof/Furth im Wald werden met twaalf locomotieven van het type EuroRunner getrokken (223 061 - 072). De diesellocomotieven zijn bij Alpha Trains gehuurd, de elektrolocs zijn geleased bij Hannover Mobilien Leasing.
De van Stauden Verkehrsgesellschaft gehuurde BR 2146 reed tussen Oberstdorf en Immenstadt.
Als rijtuigen kwamen naast de 23 van Allgäu-Express overgenomen rijtuigen, 50 tussen 2007 en 2009 aangekochte en omgebouwde sneltreinrijtuigen van de Deutsche Bahn en zeven in 2009 nieuw aangeschafte rijtuigen in gebruik. Het wagenpark omvatte later 80 rijtuigen, onder andere de types UIC-X en UIC-Z van de DB en DR, gemoderniseerde "Silberlinge" (N-spoorwegrijtuig) en ook moderne dubbeldeksrijtuigen.
De van Allgäu-Express overgenomen rijtuigen werden in 2003 bij Partner für Fahrzeugausrüstung (PFA) in Weiden gemoderniseerd en bij de start van de exploitatie in 2007 opnieuw geverfd. Enkele rijtuigen met de tweede klas werden later met een groter fietsgedeelte uitgerust. De overige rijtuigen werden in 2007 in de DB-werkplaats in Neumünster en bij VIS Halberstadt volledig gemoderniseerd en deels later geklimatiseerd. In de zomer van 2009 volgden er nog zeven rijtuigen met een fietsgedeelte (type ABvmdz). Sinds 7 december 2009 worden bovendien zeven nieuw aangekochte dubbeldeksrijtuigen met lagevloerinstap van Bombardier ingezet.
Het wagenpark bestond uit de volgende rijtuigen:
- 5 geklimatiseerde coupérijtuigen 1ste klas van het type Avmz, 200 km/h (vroeger Allgäu-Express);[Opm. 1]
- 17 geklimatiseerde coupérijtuigen 1ste en 2de klas met een toegankelijk toilet type ABvmz, 200 km/h, daarvan zijn 6 rijtuigen geschikt voor meerdere spanningen;[Opm. 2]
- 7 geklimatiseerde coupérijtuigen 1ste en 2de klas met fietsgedeelte type ABvmdz, 200 km/h;
- 7 geklimatiseerde "Treff"-rijtuigen (restauratierijtuig) types BRmz en BRmh, 200 km/h, 2 daarvan zijn in TEE-kleuren;[Opm. 3]
- 4 "Treff"-rijtuigen met toegankelijk toilet type BRDpm, 200 km/h (vroeger Allgäu-Express);
- 5 coupérijtuigen 2de klas type Bomz, 200 km/h (vroeger Allgäu-Express);
- 8 coupérijtuigen 2de klas met fietsgedeelte type Bomdz, 200 km/h (vroeger Allgäu-Express);
- 14 coupérijtuigen 2de klas type Bm, 200 km/h, geschikt voor meerdere spanningen;[Opm. 4]
- 3 coupérijtuigen 2de klas met minder coupés type Bomz, 200 km/h (1 rijtuig vroeger Allgäu-Express);
- 1 coupérijtuig 2de klas met fietsgedeelte type BDomz, 140 km/h;[Opm. 5]
- 1 rijtuig 2de klas met fietsgedeelte type Bnd, 140 km/h;
- 1 rijtuig 2de klas type Bn, 140 km/h;
- 7 geklimatiseerde dubbeldeksrijtuigen type DBpz, 160 km/h.

Opmerkingen:
1. ↑  Destijds in gebruik als 2de klas
2. ↑  Nodig voor de inzet naar bijvoorbeeld Tsjechië
3. ↑  De beide BRmz in TEE-kleuren werden niet gemoderniseerd. Tot 2010 hoorde hiertoe ook een andere BRmh, welke in blauw/rood als "kakatoe" geverfd was en ondertussen verkocht is
4. ↑  Maximumsnelheid tijdelijk gereduceerd tot 160 km/h
5. ↑   terzijde gesteld

Het kleurenschema van de rijtuigen is wit met een groenblauwe band rond de ramen respectievelijk op de zijwanden van de locomotieven evenals een oranje-gele contrastband. De uitzondering zijn de twee restauratierijtuigen type BRmz, deze rijtuigen zijn in TEE-kleuren geverfd en eveneens het interieur heeft de originele kleur. Deze twee rijtuigen zijn eigendom van een particulier en worden aan Die Länderbahn verhuurd.
Sinds juli 2017 kwamen geleidelijk 29 gebruikte, maar gemoderniseerde rijtuigen van moedermaatschappij Ferrovie dello Stato in dienst bij Alex. Ook het huidige wagenpark werd gemoderniseerd. Daarbij werd de groenblauwe kleur vervangen door een zilvergrijze kleur.

### treff-rijtuig

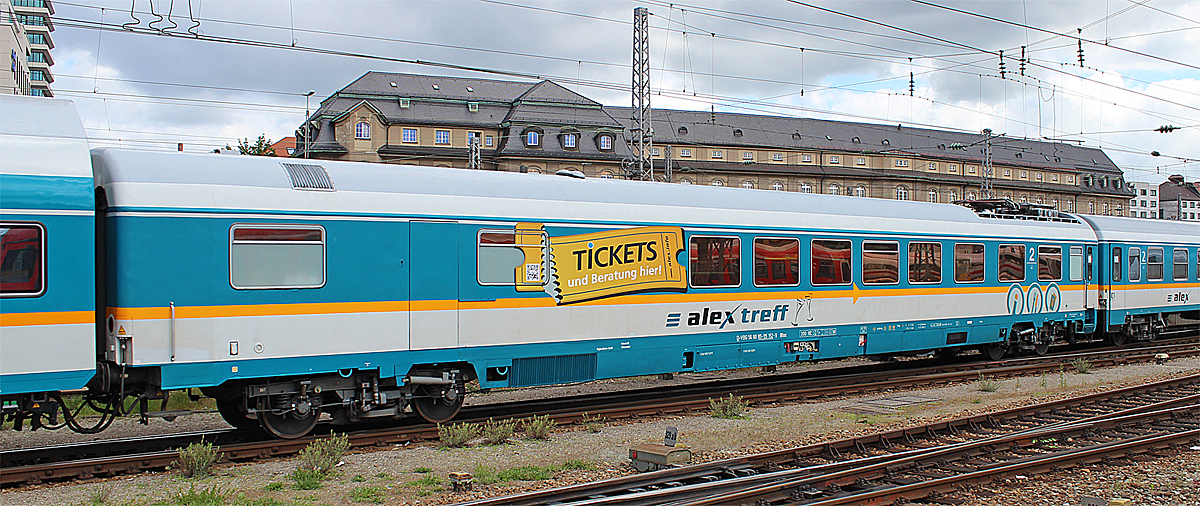
Het "treff"-rijtuig in het middelpunt van de trein (2014)

Middelpunt van elke trein is de zogenaamde Alex-treff-wagen. In dit rijtuig kunnen treinkaarten zonder toeslag worden gekocht.
Eveneens worden hier snacks en drankjes aangeboden.

## alex Nord
Alex nord is de verbinding tussen München, Landshut, Regensburg en Schwandorf waar de trein of naar Weiden (Oberpf), Marktredwitz en Hof of naar Pilsen en Praag gaat.

### Reistijd
Voor de 439 kilometer van München naar Praag deed Alex in 2009 371 minuten over met een gemiddelde snelheid van 71 km/h en vier locomotiefwissels. In 2010 werd het 353 minuten, gemiddeld 74 km/h en drie locomotiefwissels. In 2017 is de reistijd over het traject nog steeds gelijk aan het jaar 2010. Daarbij zijn er nog steeds drie locomotiefwissels, één in Regensburg, één in Schwandorf en één in Pilsen. In Regensburg wordt gewisseld van elektrische locomotief naar diesellocomotief en van richting, in Schwandorf alleen van richting en in Pilsen van diesellocomotief naar Tsjechische elektrische locomotief.

### Dienstregeling
Bij de start van de exploitatie door Alex werd ook het aanbod via Regensburg naar Hof verbeterd, zodat het weer de stand van de Interregio-verbinding in 2000 werd bereikt. Tussen München en Schwandorf wordt daarbij dagelijks met negen treinparen in een twee uur frequentie gereden. Het grensoverschrijdend verkeer van Alex wordt in Tsjechië door de České dráhy sinds december 2010 onder de naam Express (EX) gereden en krijgt hierdoor in de exploitatie prioriteit. Twee van de vier treinparen tussen München en Praag rijden in Tsjechië nog als EuroCity (EC).
Dagelijks rijden vier treinparen tussen München en Praag. Deze treinparen hebben allemaal een naam, namelijk Jan Hus, Albert Einstein, Karel Čapek en Franz Kafka. Tussen München en Hof rijden er zeven treinparen per dag en één treinpaar tussen München en Regensburg. Eén treinpaar rijdt gekoppeld tussen München en Schwandorf, alwaar de trein wordt gesplitst of gekoppeld met een treinstel naar Hof of Praag.

### Veranderingen in 2010

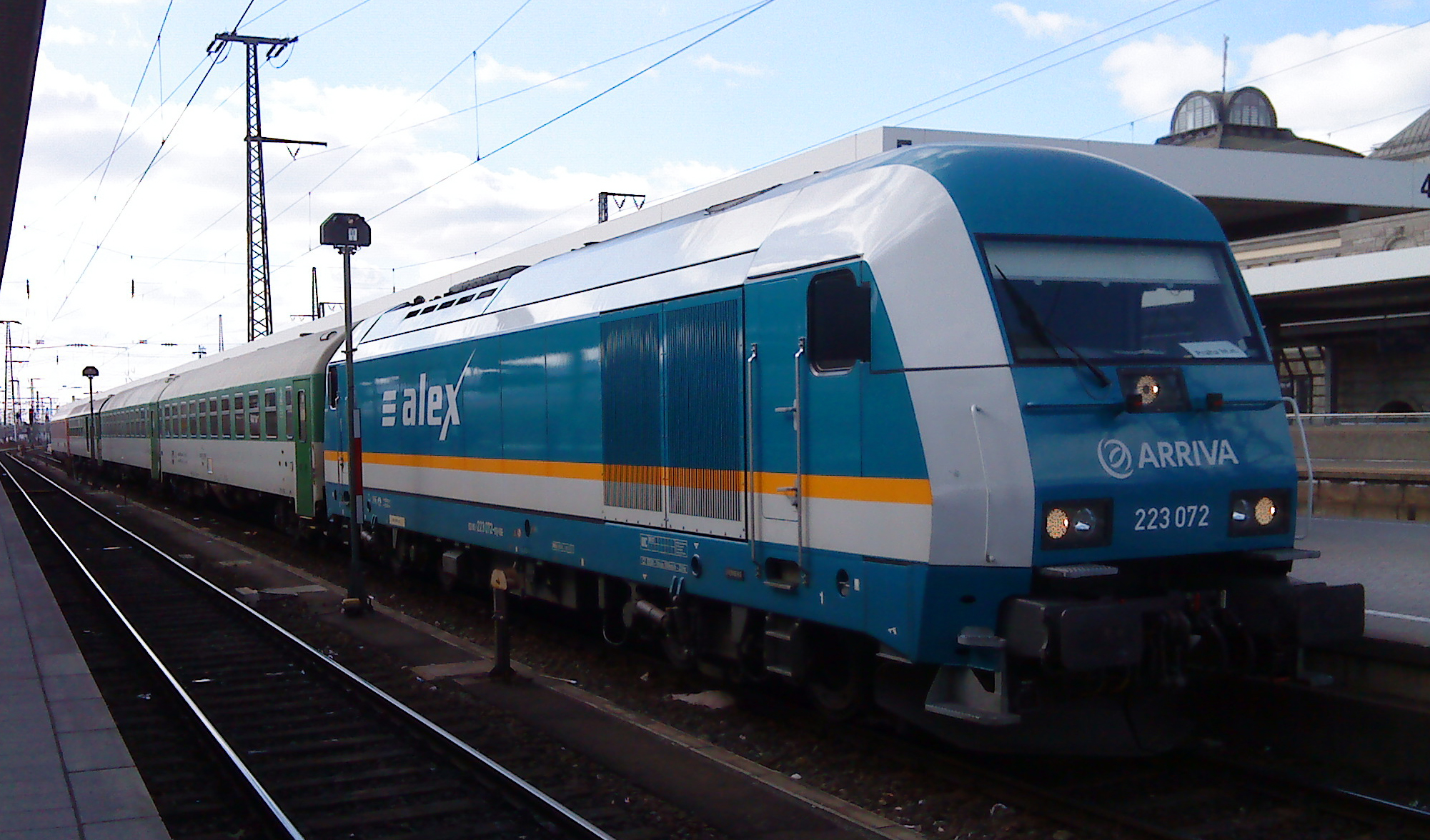
Alex naar Praag bij het vertrek vanuit Nürnberg (2010)

Sinds december 2009 rijden de beide treinparen naar Praag tot 18 minuten sneller dan de deelstaat Beieren in de concessie had voorgesteld, met tussenhalte van München tot Regensburg deels alleen nog in Landshut evenals de inzet van de Baureihe 223 waardoor de locomotiefwissel in Furth im Wald kwam te vervallen. Op het geëlektrificeerde gedeelte tussen München en Landshut wordt door vervanging van de onderbouw en spoorvernieuwing de baanvaksnelheid op het trajectdeel verhoogd van 140 km/h naar 160 km/h.
Ten aanvulling van de twee uur frequentie van Alex tussen München en Regensburg rijdt elke twee uur een Regional-Express van DB op deze verbinding. Hierdoor ontstaat er een uurfrequentie tussen München en Regensburg,
Vanaf 13 december 2009 reden beide treinparen Nürnberg - Praag als Alex, van Nürnberg tot Pilsen zonder locomotiefwissel en 15 minuten sneller. Daarnaast reed aan de rand van de dag nog een verbinding tussen Schwandorf en Nürnberg. Aan het begin van de middag heen en 's avonds weer terug, om de locomotief en de rijtuigen uit het onderhoudsbedrijf Schwandorf naar Nürnberg over te brengen. Daarvoor werd de RegentalCargo-locomotief 223 072 aan de andere locomotieven aangepast (Alex en toen nog Arriva stickers) en in het bestand van de Vogtlandbahn toegevoegd. De 223 072 is van de andere locomotieven aan de hand van het nummer en het ontbreken van een bestemmingsdisplay te herkennen.
Vanaf 14 juni 2009 werd als voorloper van de dienstregeling 2010 de Alex-treinen 355 en 357 evenals in de tegenrichting de DB Regional-Express-treinen 350 en 352 tussen Furth im Wald en Pilsen al met een Arriva-locomotief Baureihe 223 getrokken, waarbij de DB-treinen in Furth im Wald een locomotiefwissel van de DB-Baureihe 218 op de Baureihe 223 gewisseld moest worden. De locomotieven Baureihe 223 hadden van de ČD voorlopig een toelating tot 100 km/h door het ontbreken van de Tsjechische treinbeïnvloeding.
Vanaf 7 december 2009 kwamen zeven nieuwe dubbeldeksrijtuigen met lagevloerinstap van de bouwer Bombardier Transportation in dienst. Deze rijtuigen met 126 zitplaatsen tweede klas rijden op de noordas van München naar Hof om de capaciteit te vergroten. Planmatig wordt elke treinstam met een dubbeldeksrijtuig voorzien. Op de onderste verdieping kunnen frequentie reizigers een vaste zitplaats met de nummers 11-54 reserveren. De rijtuigvolgorde van een Alex-treinstam bestaat daarbij uit een rijtuig met eerste en tweede klas met fietsgedeelte (ABvmdz), dan een dubbeldeksrijtuig tweede klas (DBpz), een alex-treff (BR) en een verdere rijtuig eerste en tweede klas (ABvmz). Daarbij komt nog tussen München en Regensburg nog een versterkingsrijtuig, welke samen met locomotief Baureihe 183 in Regensburg afgekoppeld werd.
Sinds de dienstregeling van 9 december 2012 werden de twee Alex-treinparen van Nürnberg naar Praag opgeheven. De reden hiervoor is dat de reizigersaantallen sterk waren teruggelopen sinds de Deutsche Bahn een busverbinding op deze relatie had ingesteld. De toenmalige treinparen werden door een Regional-Express Nürnberg - Schwandorf vervangen, in Schwandorf is een overstapmogelijkheid op de twee nieuwe treinparen München - Praag. Hierdoor ontstaat een vier uur frequentie tussen München en Praag.

### Materieelinzet

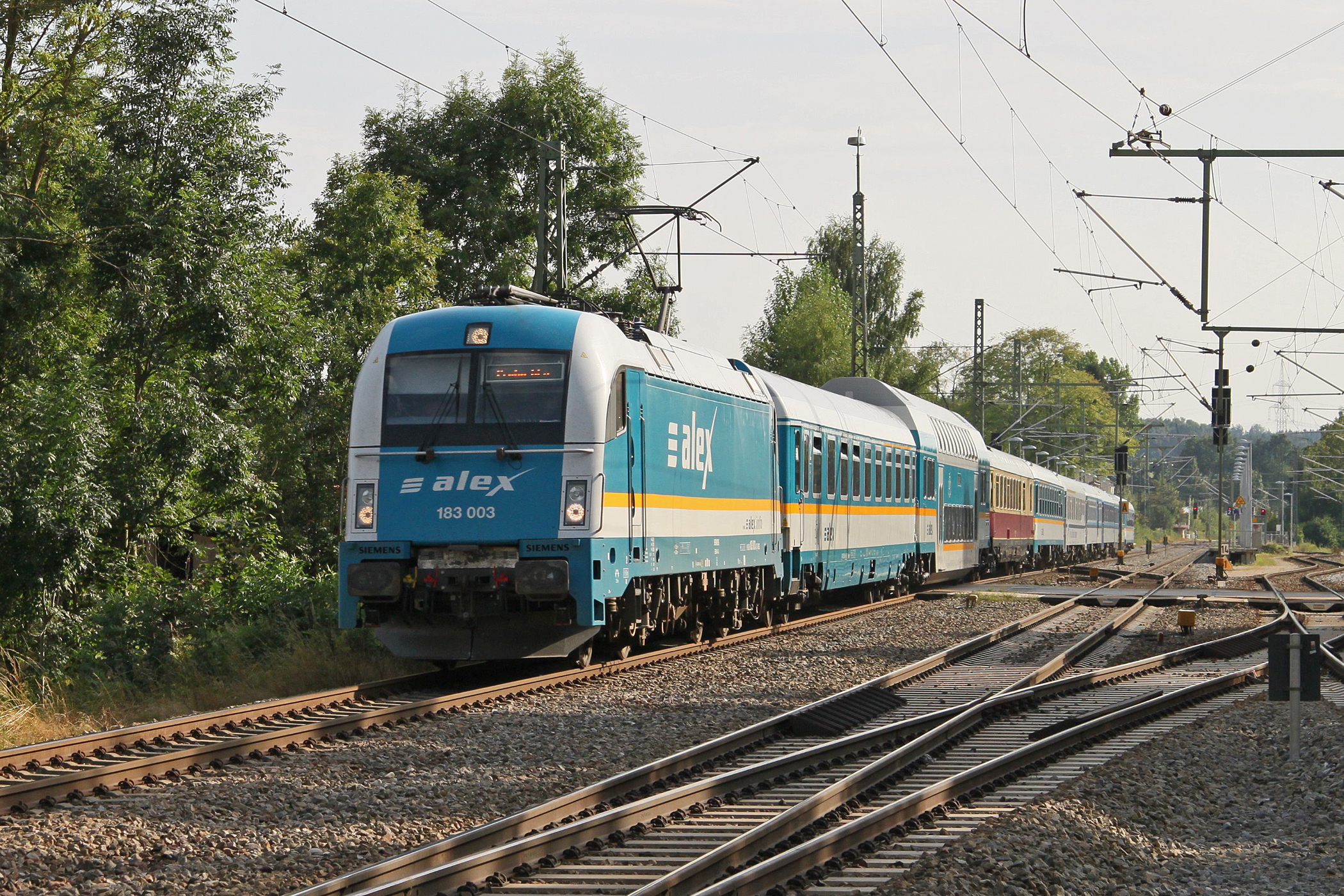
Bond gekleurde Alex-trein naar Praag met vijf Alex-rijtuigen en verschillende rijtuigen van ČD (2013)

De trein naar Hof bestond tot december 2009 meestal uit vijf rijtuigen, daarvan een restauratierijtuig en een rijtuig eerste klas. Sinds de dienstregeling 2010 was dat in de regel vier rijtuigen, waarvan één een dubbeldeksrijtuig. Tussen München en Regensburg worden de treinen tot negen rijtuigen versterkt. Het treinpaar van/naar Praag, dat gekoppeld rijdt met de trein van/naar Hof, wordt naast de rijtuigen van Alex ook rijtuigen van ČD toegevoegd.

### Tractie
Alle treinstellen tussen München Hauptbahnhof en Regensburg Hauptbahnhof worden door een van de vijf elektrische locomotieven 183 001-005 getrokken. In Regensburg maakt de trein kop en wordt van locomotief gewisseld.
Van Regensburg naar Schwandorf en Hof wordt de trein getrokken door diesellocomotieven 223 061-072. De 223 072 werd in september 2009 voorzien van Alex stickers en horen compleet tot het Alex-wagenpark. Voorheen hoorde de locomotief bij Regental Cargo en werd alleen bij nood voor Alex-treinen ingezet.
De treinen naar Praag worden tot december 2009 van Regensburg tot Furth im Wald eveneens door een diesellocomotief getrokken, waarbij in Schwandorf kop gemaakt wordt en de locomotief gewisseld wordt. Van Furth im Wald tot Pilsen werd de trein de trein met een Tsjechische diesellocomotief BR 754 getrokken. Toen de diesellocomotieven van Alex konden doorrijden tot Pilsen verviel een locomotiefwissel in Furth im Wald. Het traject tussen Pilsen en Praag wordt door een Tsjechische locomotief  BR 363 getrokken en verstrekt met Tsjechische rijtuigen.

## alex Süd  (tot 2020)

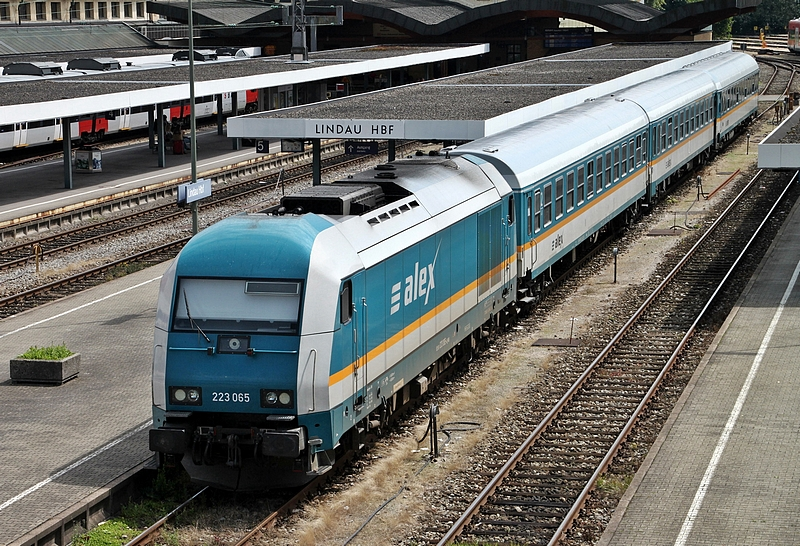
Alex met Baureihe 223 in Lindau Hauptbahnhof (2011)

Op 14 december 2003 begon de Länderbahn en de SBB GmbH (Duitse dochter van het Zwitserse SBB) de Allgäu-Express, afgekort Alex. Allgäu-Express was toen een verbinding tussen München Hbf en Oberstdorf. Alex nam de opgeheven Interregio-lijn 25 Dresden - Hof - Regensburg - München - Oberstdorf deels over. Sinds 9 december 2007 werd de trein van München in Immenstadt gedeeld. Eén treindeel reed verder naar Oberstdorf, de ander naar Lindau. Het treindeel naar Lindau bestond uit drie rijtuigen. In Immenstadt werd aan de achterzijde van de trein een locomotief aangekoppeld en samen met drie rijtuigen naar Lindau gereden, de achterste rijtuigen maakten eigenlijk kop.

### Veranderingen in 2010
Om voor de treindienst Nürnberg - Praag van alex nord werd een locomotief Baureihe 223 naar Schwandorf gebracht, voor het trajectdeel Oberstdorf - Immenstadt (- München) werd een EuroRunner (223 008 / ER 20 - 008) van MRCE ingezet.
Sinds mei 2010 is de MRCE-locomotief vervangen door de 2143.18 van Stauden-Verkehrs-Gesellschaft mbH.

### Problemen in 2014
Doordat een locomotief van de Staudenbahn defect raakte was het in 2014 niet meer mogelijk om in Immenstadt een trein te delen. Hiervoor werd er deels treinstellen van het type NE 81 ingezet als vervanging. Ook waren er problemen door ontbrekend personeel doordat medewerkers door de op de hand zijnde wisseling van exploitant naar een andere werkgever waren overgestapt.

### Exploitatie vanaf 2020
In augustus 2014 werd bekendgemaakt, dat DB Regio Allgäu-Schwaben de nieuwe aanbesteding van de huidige Alex-süd gewonnen had. Vanaf eind 2020 wordt de exploitatie van München naar Lindau en Oberstdorf door DB Regio overgenomen, waardoor Alex van zijn eerste treinverbinding verdwijnt.

## Gebruikte spoorlijnen

### alex Nord
- München - Regensburg
- Regensburg - Oberkotzau
- Oberkotzau - Hof
- Schwandorf - Furth im Wald
- Furth im Wald - Plzeň
- Plzeň - Praha

### alex Süd (tot 2020)
- München - Lindau
- Immenstadt - Oberstdorf